# Château d'Amcômont
Le château d'Amcômont (Emcomont, mont d'Amico) appelé aussi château Gendebien est une importante bâtisse situé sur la commune de Lierneux, dans le hameau d'Amcômont, en Belgique.

## Description
Le château d'Amcômont est construit en briques et pourvue de tourelles d'angle. Il se trouve en milieu boisé à quelques hectomètres au nord et au-dessus du hameau.

## Histoire
Il a été construit par Alexandre de Contreras et racheté par Georges Gendebien.
Une histoire peu commune - et royale - est rattachée au site. Le corps d’Anna de Contreras, née Villabrun du côté de Perpignan, qui aurait été la maîtresse du Roi Léopold II, repose sous l’humus du parc du château, à quelques dizaines de mètres de la bâtisse, entre Lierneux et Bodeux. A-t-elle réellement été la maîtresse de Léopold II ? Peu importe. Car elle est devenue la Dame d’Amcômont. Sur la tombe, qui se trouve en lisière d'un chemin, y est inscrit : "Ici repose Anna Villabrun, épouse d'Alexandre de Contreras, née à Perpignan - France; le 31 janvier 1815 et morte à son château d'Amcômont Lierneux, le 11 octobre 1896, dans sa 82ème année".
Née dans le Sud d’une France qui va bientôt connaître la chute de l’Aigle, elle épousera Alexandre de Contreras. Lequel, issu d’une vieille noblesse espagnole, fait construire le château d’Amcômont dans ce pays où Léopold Louis Philippe Marie Victor de Saxe, prince de Belgique, duc de Saxe, prince de Saxe-Cobourg-Gotha* et duc de Brabant ne va pas tarder à succéder à son père en tant que Léopold II, roi des Belges.
Comtesse, elle sera dame d’honneur de son épouse, Marie-Henriette de Habsbourg-Lorraine, archiduchesse d’Autriche, qui réside alors à Spa, où elle mourra le 19 septembre 1902.
Le Roi Léopold, dont la vie amoureuse un rien mouvementée n’est un secret pour personne. De vingt ans plus vieux que Anna de Contreras, il n’en faut pas davantage pour qu’une rumeur locale encore vivace prête quelque sang royal à ce fils qui – hasard ou nécessité – se mettra en tête de porter la même barbe que ledit Léopold.
Toujours est-il que le fils d'Anna aimant sa mère, lui interdira l’accès au château lorsqu'elle tombera malade, et que l’inhumation canonique lui sera refusée.
C’est donc à quelques centaines de mètres de votre demeure qu'elle sera couchée dans cette terre d’Ardenne qui en a vu d’autres, et sait se faire douce à ceux qui ont souffert. À ceux qui ont vécu, et qu’on ne juge pas quand on n’a rien osé.
Durant la Seconde guerre mondiale, le château et les bois aux alentours seront le théâtre de la Bataille des Ardennes (Battle of the Bulge en anglais). Á maintes reprises, le château sera occupé par des Allemands puis des Américains. Les Américains, pour pallier les températures extrêmes de l'hiver 44 - hiver le plus froid du siècle, brûleront une grosse majorité des éléments intérieurs en bois du château. De plus, après la guerre, un camion de démineurs explosera de manière accidentelle non loin du château - on peut y trouver un mémorial. Une histoire relatée par un descendant de la famille ayant vécu le conflit mondial, affirme qu'un soldat américain serait enterré dans la prairie situé à l'arrière du château et que la botte dudit soldat dépassait de la terre à l'époque. Également, celui-ci affirme qu'une tour du château fut entièrement détruite à la suite d'un tir d'un char américain - les soldats pensant que des Allemands y logeaient. De nombreux éléments militaires seront retrouvés par la suite dans les bois jouxtant le site. 
Le nom du château est utilisé dans le cadre d'une ballade pédestre. Celle-ci est un sentier en boucle de 8,5 kilomètres situé près de Lierneux, Province de Liège en Belgique. Le sentier vous présentera des fleurs sauvages et sa difficulté est évaluée comme facile. Le sentier offre plusieurs activités et est accessible toute l'année.

## Valorisation du patrimoine
Il est actuellement le siège de la société GENAM S.A. Le château et ses battisses adjacentes ainsi que le parc sont en indivision ; ils appartiennent aux membres de la famille Gendebien. 